# Nelídovo
Nelídovo (ruso: Нели́дово) es una ciudad rusa perteneciente a la óblast de Tver. A efectos de desconcentración administrativa de los órganos federales y de la óblast, es la capital del raión homónimo. Sin embargo, a efectos de autogobierno local es desde 2018 la sede de un ókrug urbano, en el que el ayuntamiento de la ciudad extiende su jurisdicción sobre todo el raión.
En 2021, la ciudad tenía una población de 18 603 habitantes.
Se ubica sobre la carretera M9, a medio camino entre Moscú y Rēzekne.

## Historia
Fue fundada en 1901 como un poblado ferroviario para dar servicio de transporte a la vecina localidad de Beli, ubicada unos 40 km al sur. En las décadas posteriores, la Unión Soviética desarrolló el poblado como un centro de la industria maderera, pero la localidad fue completamente destruida en 1941-1942 durante la Segunda Guerra Mundial. En los años siguientes, el asentamiento fue repoblado, con estatus de ciudad desde 1949, para dar servicio a minas de carbón, que en la segunda mitad del siglo XX favorecieron su desarrollo industrial. En 1996, cuando la ciudad tenía unos treinta mil habitantes, se cerró la última mina y desde entonces la población ha descendido considerablemente.